# Ioannis Bourousis

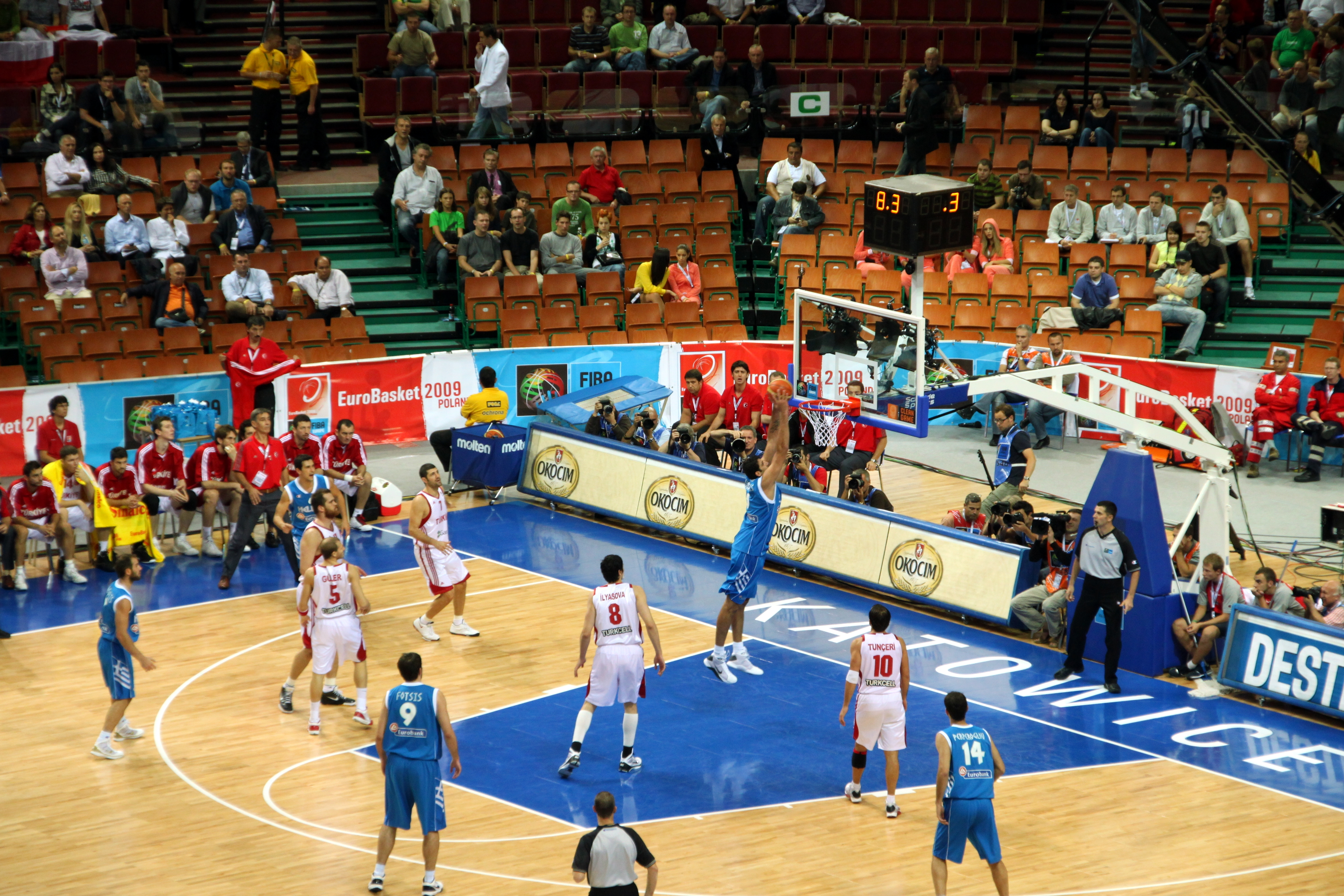
Bourousis hace un mate jugando contra Turquía (Eurobasket 2009, Polonia)

Ioannis Bourousis (en griego: Γιάννης Μπουρούσης, Karditsa, Grecia, 17 de noviembre de 1983) es un exjugador de baloncesto que disputó veinte temporadas en el baloncesto profesional. Con 2,15 metros de altura, jugaba en la posición de pívot.
Fue elegido como integrante del quinteto ideal de la Euroliga 2008-09.

## Trayectoria deportiva

### AEK Atenas (2001-2006)
Bourousis empezó su carrera profesional en las filas del AEK Atenas B.C. griego, equipo en el que militó desde 2001 hasta 2006.

### F.C. Barcelona (2006)
El equipo azulgrana fichó a Bourousis para disputar los play-offs de la temporada 2005-06, en los cuales jugó tres partidos con un total de once minutos disputados y una canasta anotada.

### Olympiacos (2006-2011)
Tras su breve paso por el club azulgrana, fichó por el Olympiacos B.C., club en el que estuvo cinco temporadas.

### EA7-Emporio Armani (2011-2013)
El 6 de julio de 2011 fichó por el EA7-Emporio Armani italiano por dos temporadas.

### Real Madrid (2013-2015)
Tras la salida de Mirza Begic del equipo, el Real Madrid decidió optar por Bourousis para llevar el peso del equipo bajo los aros. La llegada de un pívot sólido y experimentado al equipo produjo un efecto inmediato, ganando la Supercopa de España de Baloncesto 2013.
En el Real Madrid juega durante dos años en los que gana seis títulos oficiales. El primero de sus años juega a un gran nivel y gana la Supercopa de España y la Copa del Rey. Al año siguiente bajan notablemente sus prestaciones respecto del año anterior año, a tal punto que Pablo Laso deja de contar con él en el tramo final de la temporada.[cita requerida] No obstante es también partícipe de la histórica temporada del Real Madrid en la que se alzan con los cuatro títulos disputados.

### Baskonia (2015-2016)
Al año siguiente, después de una temporada 2014-15 a un nivel muy bajo, en el Saski Baskonia vuelve a jugar a un gran nivel, siendo una pieza clave de la gran temporada del equipo vitoriano, que después de 8 años se vuelve a clasificar para la Final Four de la Euroliga y planta cara a los dos equipos grandes de la Liga ACB, el Real Madrid y el F.C. Barcelona. Su gran temporada a nivel individual es premiada con el MVP de la Liga Regular.

### Panathinaikos BC (2016-2017)
En julio de 2016 se anunció la vuelta de Bourousis a la liga de su país al enrolarse en las filas del Panathinaikos BC.

### Zhejiang Lions (2017-2019)
En julio de 2017 Bourousis dejó la liga griega y fichó por el equipo chino del Zhejiang Lions.

### Gran Canaria (2019-2020)
Tras dos campañas en el baloncesto chino, en julio de 2019 fichó por el Herbalife Gran Canaria por dos temporadas.
Pasó por el Peristeri B.C. antes de anunciar su retirada en julio de 2021.

## Estadísticas

### Euroliga
| Año  | Equipo           | PJ | MPP  | %T2  | %3P  | %TL   | RPP | ROP | APP | ROB | TPP | PPP  |
| ---- | ---------------- | -- | ---- | ---- | ---- | ----- | --- | --- | --- | --- | --- | ---- |
| 2003 | AEK Atenas B.C.  | 3  | 6.0  | .500 | .000 | 1.000 | 2.0 | 0.7 | 0.0 | 0.0 | 0.0 | 2.7  |
| 2004 | AEK Atenas B.C.  | 12 | 7.8  | .500 | .000 | .429  | 2.2 | 0.8 | 0.3 | 0.3 | 0.3 | 1.8  |
| 2005 | AEK Atenas B.C.  | 18 | 11.0 | .556 | .167 | .500  | 1.4 | 3.7 | 0.3 | 0.4 | 0.4 | 3.4  |
| 2006 | AEK Atenas B.C.  | 11 | 23.4 | .459 | .333 | .833  | 1.4 | 7.2 | 0.3 | 0.5 | 0.5 | 8.5  |
| 2007 | Olympiacos B.C.  | 19 | 16.1 | .765 | .409 | .727  | 1.9 | 5.7 | 0.8 | 1.1 | 0.7 | 8.6  |
| 2008 | Olympiacos B.C.  | 21 | 19.4 | .551 | .432 | .769  | 1.3 | 5.2 | 0.5 | 0.5 | 1.2 | 5.8  |
| 2009 | Olympiacos B.C.  | 22 | 21.3 | .651 | .259 | .625  | 2.2 | 7.4 | 0.7 | 0.7 | 0.5 | 12.5 |
| 2010 | Olympiacos B.C.  | 17 | 16.5 | .544 | .471 | .765  | 1.4 | 4.8 | 0.7 | 0.6 | 0.6 | 8.8  |
| 2011 | Olympiacos B.C.  | 18 | 17.4 | .577 | .367 | .678  | 1.7 | 6.6 | 0.7 | 0.6 | 1.3 | 10.7 |
| 2012 | Olimpia Milano   | 15 | 22.5 | .515 | .176 | .688  | 1.0 | 6.4 | 0.5 | 0.7 | 0.7 | 9.0  |
| 2013 | Olimpia Milano   | 9  | 24.1 | .513 | .385 | .745  | 1.6 | 8.3 | 1.1 | 0.7 | 0.7 | 14.0 |
| 2014 | Real Madrid      | 29 | 21.1 | .574 | .353 | .817  | 1.8 | 6.0 | 0.9 | 0.4 | 0.8 | 8.3  |
| 2015 | Real Madrid      | 28 | 11.9 | .537 | .200 | .727  | 1.0 | 3.3 | 0.9 | 0.5 | 0.4 | 5.0  |
| 2016 | Laboral Kutxa    | 29 | 25.1 | .552 | .383 | .811  | 1.7 | 8.7 | 2.2 | 0.8 | 0.8 | 14.5 |
| 2017 | Panathinaikos BC | 33 | 18.2 | .442 | .291 | .788  | 1.7 | 4.8 | 1.0 | 0.5 | 0.5 | 7.8  |